# Ravenna Calcio 2006-2007
Questa pagina raccoglie le informazioni riguardanti il Ravenna Calcio nelle competizioni ufficiali della stagione 2006-2007.

## Stagione
Nella stagione 2006-2007 il Ravenna disputa il girone B del campionato di Serie C1, con 69 punti ottiene il primo posto con la promozione diretta in Serie B, la seconda promossa è l'Avellino che ha vinto i Play-off, superando Taranto e Foggia. I giallorossi di Dino Pagliari raccolgono 33 punti nel girone di andata, secondi dietro all'Avellino con 40 punti, nel girone di ritorno fanno meglio di tutti con 36 punti. Aiutati da due bocche da fuoco come Vincenzo Chianese autore di 19 reti e Davide Succi con 18 reti in campionato, dopo un lungo testa a testa, hanno lasciato i lupi irpini a tre lunghezze, riuscendo però a superarli con matematica certezza, solo alla penultima giornata. Dopo il fallimento del 2001 e sei stagioni trascorse tra dilettanti ed in Serie C, il Ravenna festeggia in questo modo il ritorno in Serie B. Nella Coppa Italia di Serie C il Ravenna vince il girone D di qualificazione, poi viene superato dalla Lucchese nel doppio confronto del secondo turno.

## Rosa
| N. |                   | Ruolo | Calciatore        |
| -- | ----------------- | ----- | ----------------- |
|    | Italia (bandiera) | C     | Angelo Affatigato |
|    | Italia (bandiera) | C     | Ilario Aloe       |
|    | Italia (bandiera) | D     | Fabrizio Anzalone |
|    | Italia (bandiera) | C     | Gianpaolo Calzi   |
|    | Italia (bandiera) | P     | Luca Capecchi     |
|    | Italia (bandiera) | C     | Matteo Cavagna    |
|    | Italia (bandiera) | D     | Carlo Cherubini   |
|    | Italia (bandiera) | A     | Vincenzo Chianese |
|    | Italia (bandiera) | C     | Alessio Cossu     |
|    | Italia (bandiera) | D     | Tommaso Dei (II)  |
|    | Italia (bandiera) | D     | Stefano Dicuonzo  |
|    | Italia (bandiera) | D     | Gianluca Fasano   |

| N. |                   | Ruolo | Calciatore         |
| -- | ----------------- | ----- | ------------------ |
|    | Italia (bandiera) | A     | Luca Gerbino Polo  |
|    | Italia (bandiera) | D     | Edoardo Gorini     |
|    | Italia (bandiera) | D     | Rudy Nicoletto     |
|    | Italia (bandiera) | C     | Nicola Pizzolla    |
|    | Italia (bandiera) | D     | Marco Pomante      |
|    | Italia (bandiera) | P     | Gian Maria Rossi   |
|    | Italia (bandiera) | C     | Francesco Ruggiero |
|    | Italia (bandiera) | C     | Paolo Sciaccaluga  |
|    | Italia (bandiera) | D     | Mattia Serafini    |
|    | Italia (bandiera) | A     | Davide Succi       |
|    | Italia (bandiera) | A     | Francesco Volpe    |

## Risultati

### Campionato

#### Girone di andata
| Arbitro: | C. Russo (Nola) |

|                       |           |  |
| Deflorio 45+4’ (rig.) | Marcatori |  |

| Arbitro: | Gallione (Alessandria) |

|                                                          |           |                          |
| Succi 7’ (rig.) Chianese 9’, 24’ Gorini 23’ Pizzolla 50’ | Marcatori | 74’, 90+3’ (rig.) Evacuo |

| Arbitro: | Candussio (Cervignano del Friuli) |

|            |           |                       |
| Mendil 73’ | Marcatori | 5’ Chianese 69’ Succi |

| Arbitro: | Buonocore (Nichelino) |

|            |           |                     |
| Fasano 36’ | Marcatori | 79’ (rig.) A. Conti |

| Arbitro: | Pecorelli (Arezzo) |

|           |           |                   |
| Villa 55’ | Marcatori | 32’, 84’ Chianese |

| Arbitro: | Zega (Fermo) |

|                        |           |  |
| Succi 46’ Chianese 65’ | Marcatori |  |

| Arbitro: | Zanardo (Conegliano) |

|                                               |           |                                         |
| Togni 31’ Trinchera 69’ (rig.) Bonvissuto 90’ | Marcatori | 26’ Succi 32’ Chianese 73’ (aut.) Togni |

| Arbitro: | Mannella (Avezzano) |

|                     |           |               |
| Succi 28’ Volpe 64’ | Marcatori | 14’ Cammarota |

| Arbitro: | Tozzi (Lido di Ostia) |

|                      |           |                      |
| Antenucci 20’ (rig.) | Marcatori | 1’ Aloe 67’ Chianese |

| Arbitro: | Peruzzo (Schio) |

|  |           |              |
|  | Marcatori | 34’ Chianese |

| Arbitro: | Ferrandini (Sondrio) |

|                       |           |               |
| Succi 38’, 64’ (rig.) | Marcatori | 41’ Pittilino |

| Arbitro: | Forconi (Aprilia) |

|                   |           |              |
| Chianese 27’, 67’ | Marcatori | 71’ Fragello |

| Arbitro: | Cavarretta (Trapani) |

|               |           |  |
| Guadalupi 84’ | Marcatori |  |

| Arbitro: | Giancola (Vasto) |

|             |           |                                   |
| Chianese 2’ | Marcatori | 27’ (rig.) Califano 78’ Cimarelli |

| Arbitro: | Valeri (Roma) |

|                                 |           |           |
| M. Caputo 32’ (rig.) Baclet 60’ | Marcatori | 85’ Succi |

| Arbitro: | Pinzani (Empoli) |

|           |           |  |
| Succi 35’ | Marcatori |  |

| Arbitro: | Paparazzo (Catanzaro) |

|                |           |           |
| G. Zanetti 69’ | Marcatori | 32’ Succi |

#### Girone di ritorno
| Arbitro: | Baratta (Salerno) |

|           |           |  |
| Succi 64’ | Marcatori |  |

| Arbitro: | Mannella (Avezzano) |

|                               |           |                           |
| Biancolino 20’ V. Moretti 25’ | Marcatori | 30’ Dicuonzo 71’ Chianese |

| Arbitro: | Tommasi (Bassano del Grappa) |

|              |           |  |
| Chianese 43’ | Marcatori |  |

| Arbitro: | Barletta (Bernalda) |

|  |           |           |
|  | Marcatori | 30’ Volpe |

| Arbitro: | C. Russo (Nola) |

|                     |           |  |
| Chianese 20’ (rig.) | Marcatori |  |

| Arbitro: | Palazzino (Ciampino) |

|              |           |  |
| Cazarine 33’ | Marcatori |  |

| Arbitro: | Zanichelli (Genova) |

|                       |           |                      |
| Succi 21’ Cavagna 88’ | Marcatori | 67’ (rig.) Di Simone |

| Arbitro: | Peruzzo (Schio) |

|  |           |              |
|  | Marcatori | 42’ Chianese |

| Arbitro: | Candussio (Cervignano del Friuli) |

|                             |           |               |
| Chianese 44’, 70’ Succi 87’ | Marcatori | 89’ Antenucci |

| Arbitro: | Tasso (La Spezia) |

|              |           |  |
| Pizzolla 48’ | Marcatori |  |

| Arbitro: | Cavarretta (Trapani) |

|                   |           |  |
| Gorini 13’ (aut.) | Marcatori |  |

| Arbitro: | Gallione (Alessandria) |

|                                  |           |                   |
| D. Desideri 13’, 44’ Morante 75’ | Marcatori | 5’ Succi 23’ Aloe |

| Arbitro: | C. Russo (Nola) |

|                |           |  |
| Volpe 62’, 88’ | Marcatori |  |

| Arbitro: | Peruzzo (Schio) |

|                     |           |                 |
| Califano 62’ (rig.) | Marcatori | 6’ (rig.) Succi |

| Arbitro: | Tommasi (Bassano del Grappa) |

|                |           |  |
| Succi 14’, 76’ | Marcatori |  |

| Teramo 6 maggio 2007 33ª giornata | Teramo               | 0 – 0 | Ravenna | Stadio Comunale di Teramo\| Arbitro: \| Palazzino (Ciampino) \| |
| Arbitro:                          | Palazzino (Ciampino) |       |         |                                                                 |

| Arbitro: | Pinzani (Empoli) |

|                        |           |             |
| Chianese 71’ Succi 78’ | Marcatori | 67’ Ignoffo |

### Coppa Italia di Serie C

#### Girone D
| Arbitro: | Cuscito (Firenze) |

|                     |           |                                 |
| Biliotti 66’ (rig.) | Marcatori | 24’ Volpe 28’ Succi 81’ Cavagna |

| Arbitro: | Meli (Parma) |

|          |           |           |
| Elia 55’ | Marcatori | 21’ Succi |

| Arbitro: | Scoditti (Bologna) |

|                             |           |  |
| Cavagna 5’ Gerbino Polo 26’ | Marcatori |  |

| 6 settembre 2006 4ª giornata |  | – Turno di riposo Ravenna |  |  |

| Ravenna 13 settembre 2006 5ª giornata | Ravenna         | 0 – 0 | Bellaria Igea Marina | Stadio Bruno Benelli\| Arbitro: \| Vuoto (Livorno) \| |
| Arbitro:                              | Vuoto (Livorno) |       |                      |                                                       |

#### Secondo Turno
| Arbitro: | Grazioli (Maniago) |

|                  |           |                          |
| Volpe 50’ (rig.) | Marcatori | 56’ Monticciolo 61’ Koné |

| Arbitro: | Tasso (La Spezia) |

|           |           |  |
| Basha 44’ | Marcatori |  |